# 1998 QX92
1998 QX92 är en asteroid i huvudbältet som upptäcktes den 28 augusti 1998 av LINEAR i Socorro County, New Mexico.
Asteroiden har en diameter på ungefär 6 kilometer och den tillhör asteroidgruppen Gefion.